# Klon włoski
Klon włoski (Acer opalus Mill.) – gatunek drzewa z rodziny mydleńcowatych (Sapindaceae Juss.). Występuje naturalnie w południowej i zachodniej Europie oraz w Afryce Północnej. W Polsce podawany jest między innymi z kolekcji arboretum w Rogowie. 

## Rozmieszczenie geograficzne

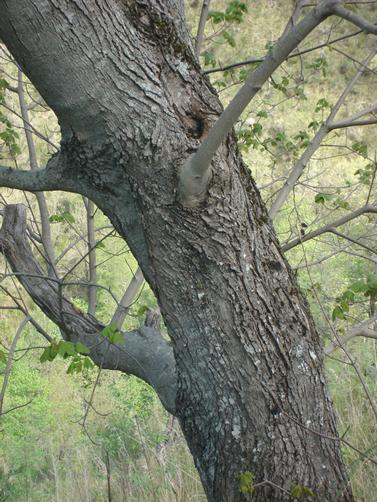
Pień

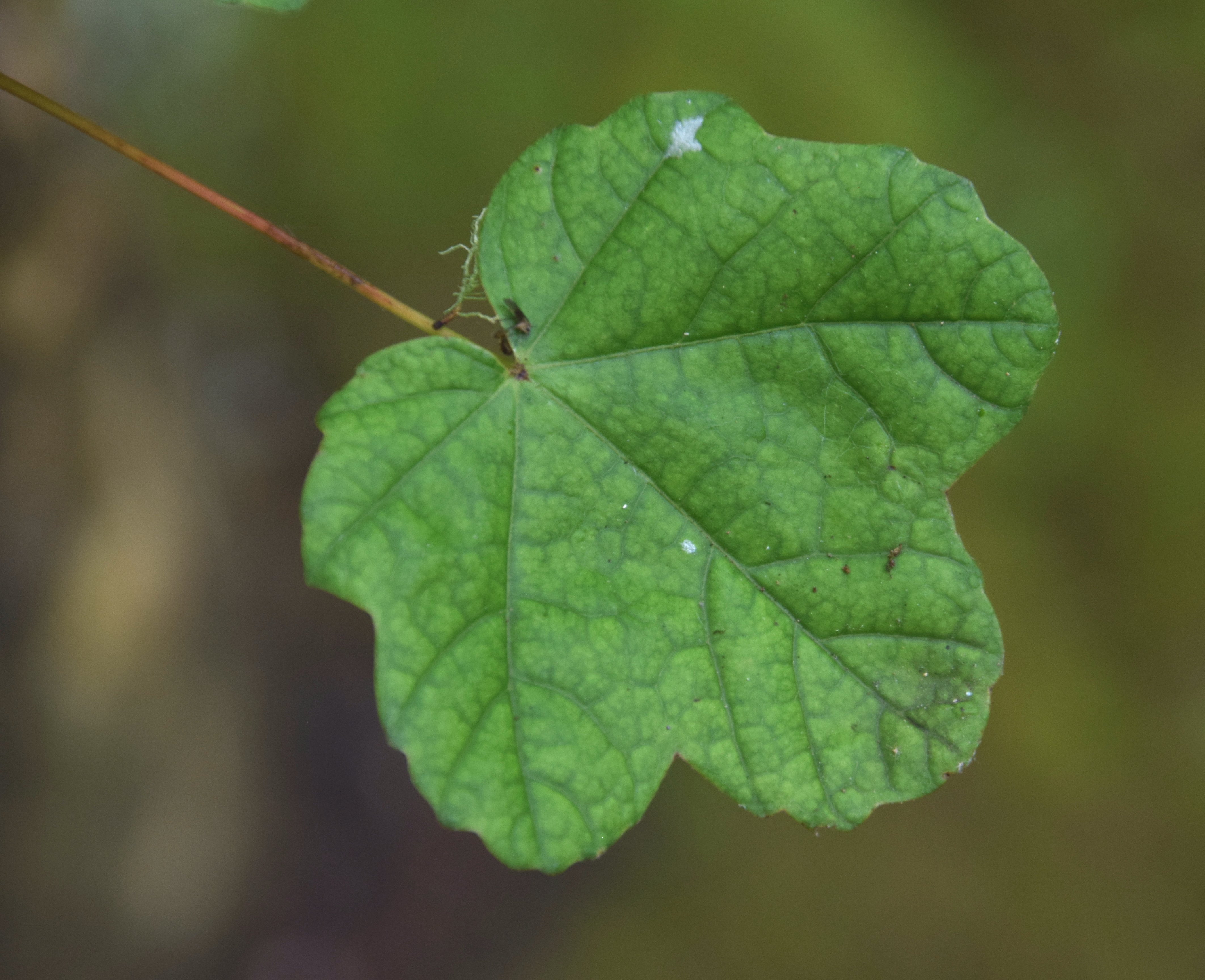
Liść

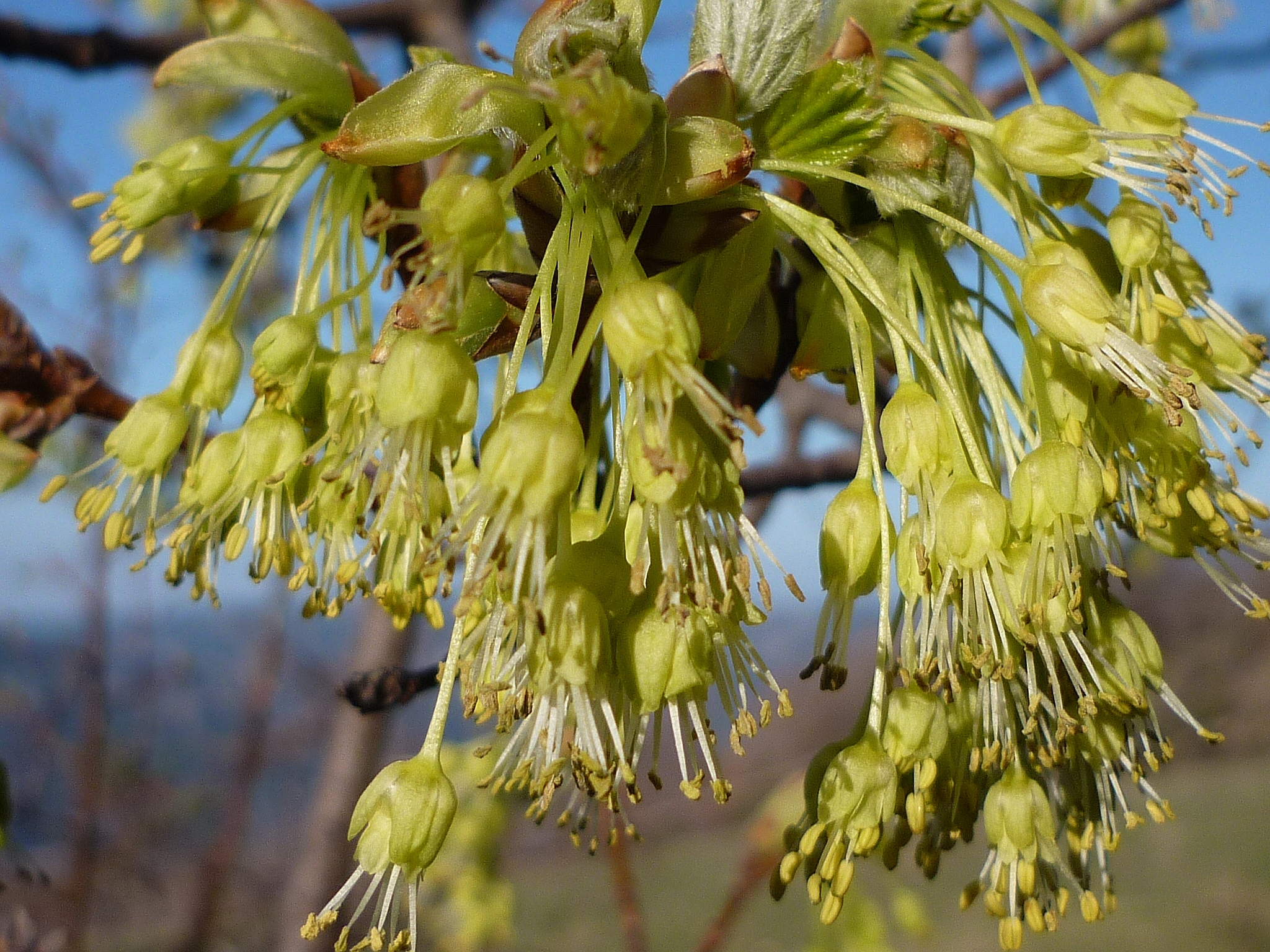
Kwiaty

Rośnie naturalnie w Niemczech, Szwajcarii, krajach byłej Jugosławii, w Grecji, Albanii, Włoszech, Francji, Hiszpanii, Maroku oraz północnej części Algierii. We Włoszech został zarejestrowany w regionach Abruzja, Apulia, Basilicata, Emilia-Romania, Friuli-Wenecja Julijska, Kalabria, Kampania, Lacjum, Liguria, Lombardia, Marche, Molise, Piemont, Sycylia, Toskania i Umbria. We Francji występuje głównie w południowej i południowo-wschodniej części kraju. Został zaobserwowany w departamentach Ain, Alpy Górnej Prowansji, Alpy Wysokie, Alpy Nadmorskie, Ardèche, Ariège, Aude, Aveyron, Delta Rodanu, Cantal, Korsyka Południowa, Górna Korsyka, Côte-d’Or, Creuse, Dordogne, Doubs, Drôme, Gard, Górna Garonna, Żyronda, Hérault, Isère, Jura, Loara, Lozère, Oise, Pireneje Atlantyckie, Pireneje Wysokie, Pireneje Wschodnie, Rodan, Górna Saona, Saona i Loara, Sabaudia, Górna Sabaudia, Tarn i Garonna, Var oraz Vaucluse. Nie potwierdzone jest jego występowanie w departamencie Marna, natomiast w Puy-de-Dôme wyginął. W Szwajcarii występuje w dolinie Rodanu, Alpach Berneńskich, nad Jeziorem Genewskim oraz w górach Jura.

## Morfologia
PokrójDrzewo dorastające do 20 m wysokości. Korona jest szeroko rozpostarta. Kora ma szarą barwę o różowym odcieniu, łuszczy się dużymi, kwadratowymi płatami.
Liście3- lub 5-dłoniasto klapowane. Mierzą około 10 cm długości i szerokości. Z wierzchu są gładki, natomiast od spodu są lekko owłosione. Na brzegu jest tępo ząbkowany o tępym lub lekko ostrym wierzchołku. Młode liście mają czerwonobrązową barwę, są błyszczące i omszone od spodu, latem stają się zielone i nadal są błyszczące, natomiast jesienią przebarwiają się na żółto. Osadzone są na czerwonych ogonkach liściowych.
KwiatyNiepozorne, zebrane są w długie, nagie, zwisające baldachogrona. Mają jasnożółtą barwę.
OwoceSkładające się z dwóch skrzydlaków rozpostartych pod zmiennym kątem – od prawie ostrego do niemal 180°. Mierzą do 4 cm długości.
DrewnoJest twarde. Ma różowobiałą barwę.
Gatunki podobneRośliną podobną jest klon jawor, który ma bardziej wcięte liście.

## Biologia i ekologia
Rośnie w lasach z przewagą buka i dębu omszonego. Występuje na wyżynach i w górach, na wysokości od 400 do 1900 m n.p.m.
Dobrze rośnie w pełnym nasłonecznieniu. Preferuje gleby o odczynie lekko zasadowym. Dobrze znosi okresy suszy, natomiast nie jest wytrzymały na silne mrozy – występuje do 5. strefy mrozoodporności. Jest rośliną wolno rosnącą. Kwitnie na początku kwietnia, prawie w tym samym czasie co klon zwyczajny (Acer platanoides L.), pojawiają się przed liśćmi. 

## Zmienność
W obrębie tego gatunku oprócz podgatunku nominatywnego wyróżniono także jeden podgatunek:
- Acer opalus subsp. obtusatum (Waldst. & Kit. ex Willd.) Gams – występuje na Korsyce, krajach byłej Jugosławii, w Grecji, Albanii, Włoszech oraz północnej części Algierii[11]

## Zastosowanie
Drewno tego gatunku ma podobne zastosowanie do klona polnego (Acer campestre L.). Jest używane między innymi w tokarstwie, do wyrobu stołów. Ma zastosowanie także jako drewno opałowe.